# Pueblo kunama
Los kunamas son un grupo étnico nilótico, que habitan en los actuales territorios de Eritrea y Etiopía. A pesar de que son una de las etnias más pequeñas de Eritrea, constituyendo sólo el 2% de la población, concentra a la vez el 80% de la comunidad. Gran parte de los 100.000 kunamas residen en áreas remotas y aisladas entre los ríos Mareb y Tekezé, cerca de la frontera etíope. La guerra entre Etiopía y Eritrea (1998–2000) forzó a que 4.000 civiles kunama huyeran de sus hogares, dirigiendóse a Etiopía. Estos refugiados se asentaron en la zona de conflicto, que estaba justo por sobre la frontera de Eritrea, y en las cercanías de una aldea fronteriza en dísputa llamada Badme. Sin embargo, durante el censo realizado en Etiopía en 2007, la cantidad de habitantes de esa etnia en la región fronteriza de Tigray se redujo a 2.976, ya que los 2.000 miembros restantes, han emigrado hacia otras regiones de Etiopía.

## Demografía
Por lo general se comunican por medio de la lengua kunama, la cual pertenece a la familia lingüística nilo-saharianas, y está estrechamente vinculada al idioma nara. A pesar de que los kunama aún practican sus credos tradicionales, la mayoría ha adoptado el cristianismo y el islam. Muchos viven en las fértiles llanuras del Gash-Setit, también conocidas como Gash-Barka, región en donde los kunamas suelen referirse como "el granero de Eritrea". Durante gran parte de su existencia fueron un pueblo nómada, el cual se sedentarizó , y se convirtió en un pueblo de pastores y agricultores. Históricamente, los kunamas han sido dominados por otros grupos étnicos y se han visto forzados a abandonar sus territorios ancestrales. La política oficial del Gobierno de Eritrea es que todos las tierras son propiedad del estado y alienta a las grandes fincas comerciales.

## Aparición en los medios
El galardonado documental del año 2009 llamada Home Across Lands, narra la travesía de los refugiados kunama recientemente asentados en Estados Unidos, quienes se esfuerzan por ser personas autosuficientes e invirtiendo en su nuevo hogar. Guiando su transición de re-instalación, el Instituto Internacional de Rhode Island, les inyecta los recursos necesarios, mientras trabajan para establecer una nueva comunidad y una mejor calidad de vida para sus familiares.

## Rasgos Genéticos
Diversos análisis de marcadores genéticos y polimorfismos de ADN realizados por Excoffier (1987), encontraron que los kunama están fuertemente relacionados con la etnia sara de Chad. Ambos pueblos pertenecen a la familia de la lengua nilo-sahariana. También posee similitudes con los pueblos de África Oriental, pero biológicamente distintos hacia los grupos que hablan en lenguas cushitas y afrosemíticas.
Según Trombetta (2015), cerca del 65% de los kunama son portadores del haplogrupo paternal E1b1b. De estos, 20% lleva el subclade V32, los cuales el 60% pertenecen al pueblo de los tigres en Eritrea. Esto apunta a un flujo sustancial de los vecinos afroasiáticos del género masculino, en la comunidad ancestral nilótica de los kunama. Cruciani (2010) se percató que el resto de los kunama son portadors del haplogrupo A-L1085 (10%) y del haplogrupo B (ADN-Y) (15%), los cuales son comunes en la comunidad de los nilotes.